# Кокиче
Вижте пояснителната страница за други значения на Кокиче.
Кокичето (Galanthus) е род включващ около 20 вида ниски, едносемеделни многогодишни растения, причислени към известното семейство Кокичеви. Най-познатият вид е Galanthus nivalis. Подземният орган при всички представители на рода е дребна луковица. Кокичетата са разпространени предимно в умерения климатичен пояс, където има снежна и студена зима. Те са първите растения, които цъфтят през пролетта, още преди да се е стопила снежната покривка. Техните листа са ципести, нежно зелени, с успоредна нерватура (жилкуване) и не притежават дръжка. Тези растения цъфтят в снежно бели, малки цветове, издаващи нежен и много приятен аромат. Притежават 6 венчелистчета, но само външните 3 са обособени. Между тях се намират още венчелистчета, които обаче са срастнали. В средата им се намират тичинките и плодника. От стръковете на блатното кокиче (Leucojum aestivum) се извлича лекарственото вещество galantamin за производството на българското лекарство Nivalin (в миналото за тази цел е ползвана луковицата на Galanthus Nivalis), използвано в миналото за лечение на детски паралич, и намиращо приложение в съвременната медицина за лечение на Алцхаймер.

## Класификация
Род Кокиче (Galanthus) включва следните видове:
- Galanthus allenii
- Galanthus alpinus
- Galanthus angustifolius
- Galanthus cilicicus
- Galanthus elwesii
- Galanthus fosteri
- Galanthus gracilis
- Galanthus grandiflorus
- Galanthus ikariae
- Galanthus koenenianus
- Galanthus krasnovii
- Galanthus lagodechianus
- Galanthus nivalis
- Galanthus peshmenii
- Galanthus platyphyllus
- Galanthus plicatus
- Galanthus reginae-olgae
- Galanthus rizehensis
- Galanthus transcaucasicus
- Galanthus trojanus
- Galanthus woronowii

## Други
На кокичетата е наречена улица в квартал „Лозенец“ в София (Карта).